# Двадесет и трети пехотен шипченски полк
Двадесет и трети пехотен шипченски полк е военна част в рамките на полковата структура на Българската армия от времето на Третото българско царство.

## Формиране
Двадесет и трети пехотен шипченски полк е формиран в Казанлък под името Двадесет и трети пеши шипченски полк с указ №11 от 19 януари 1889 година. В състава му влизат от 3-ра и 4-та дружини на 12-и пеши балкански полк На 16 март 1892 временно-командващия полка подполковник Велчев е назначен за началник-щаб на 3-та пехотна балканска дивизия.

## Балкански войни (1912 – 1913)
През Балканската (1912 – 1913) и Междусъюзническата война (1913) полкът е част от 8-а пехотна тунджанска дивизия.

## Първа световна война (1915 – 1918)
Полкът взема участие в Първата световна война (1915 – 1918) в състава на 2-ра бригада от 8-а пехотна тунджанска дивизия.
При намесата на България във войната полкът разполага със следния числен състав, добитък, обоз и въоръжение:
| Числен състав                                       | Добитък   | Обоз                                                     | Въоръжение                           |
| --------------------------------------------------- | --------- | -------------------------------------------------------- | ------------------------------------ |
| Офицери: 64 Чиновници: 4 Подофицери и войници: 5129 | Коне: 414 | Обикновени коли: 131 Товарни коли: 123 Специални коли: 4 | Пушки и карабини: 4120 Картечници: 4 |

Част от полка заема Елбасан на 29 януари 1916 г., като в рамките на Централните сили се водят преговори за албански княз да бъде издигнат Кирил Преславски.

## Между двете световни войни
На 26 август 1919 година на основание заповед №75 полкът е разформирован, като от състава му се формира 3-та дружина от 12-и пехотен балкански полк. През 1928 година полкът е отново формиран от частите на 38-а пехотна одринска дружина и 8-а допълваща част, но до 1937 година носи явното название на дружините които го съставляват, което е причината да има два щаба – на 1-ва дружина е в Казанлък и на 2-ра в Търново Сеймен
С поверителна царска заповед №25 от 5 юни 1937 година се преименува на 30-и пехотен шейновски полк. На 30 юни 1939 съгласно заповед №12 23-та пехотна шипченска дружина, която излиза от състава на полка и от 28-а пехотна стрямска дружина, която излиза от 27-и пехотен чепински полк се формира отново 23-ти пехотен шипченски полк.

## Втора световна война (1941 – 1945)
През Втора световна война (1941 – 1945) полкът охранява югоизточната граница (1941 – 1942). През октомври 1944 е мобилизиран отново и заминава за Прикриващия фронт. Взема участие във втората фаза на заключителния етап на войната в състава 8-а пехотна тунджанска дивизия. През септември 1944 година към полка е зачислена гвардейска рота. 
По времето когато полкът отсъства от мирновременния си гарнизон, на негово място се формира 23-та допълваща дружина.
Наследник на полка е 5-а шипченска бригада. Бригадата е изтеглена от южна България и от 1 юни 2007 г. управлението и главната част от подразделенията на бригадата са предислоцирани от гарнизон Казанлък в гарнизон Плевен, а останалите във Враца и Шумен. С плана по т.нар. „бяла книга“ бригадата е предвидена да бъде закрита от военния министър Аню Ангелов в 2011 г.

## Наименования
През годините полкът носи различни имена според претърпените реорганизации:
- Двадесет и трети пеши шипченски полк (1889 – 1892)
- Двадесет и трети пехотен шипченски полк (1892 – 1919, 1928 – 1944)

## Командири
Званията са към датата на заемане на длъжността.
| №  | звание       | име                 | дати                      |
| -- | ------------ | ------------------- | ------------------------- |
| 1. | Майор        | Тодор Мицев         | 1889 – 1890               |
|    | Подполковник | Вълко Велчев        | до 16 март 1892 (вр.)     |
| 4. | Подполковник | Христо Гюлмезов     | 31 март 1892 – 1894       |
|    | Подполковник | Добри Иванов        |                           |
|    | Полковник    | Георги Митов        | към 1904                  |
|    | Полковник    | Иван Пашинов        | 1911 – 1913               |
|    | Майор        | Теню Бойдев         | от 1914                   |
|    | Подполковник | Петър Манев         | 1915 – 1917               |
|    | Подполковник | Парашкев Пошев      | Първа световна война      |
|    | Подполковник | Светослав Лопушанов | 1927 – 1929?              |
|    | Полковник    | Рашко Бораджиев     | 1929 – 1930               |
|    | Полковник    | Иван Деведжиев      | от 1939                   |
|    | Полковник    | Димитър Владков     | 1942                      |
|    | Подполковник | Никола Чалъков      | 1944 – 1944               |
|    | Подполковник | Мартин Мартинов     | 12 септември 1944 – 1946? |

Други командири: Владимир Николов
Наследник на полка е 5-а шипченска бригада.